# 巴尔博萨 (圣保罗州)
巴尔博萨（葡萄牙語：Barbosa）是巴西圣保罗州的一个市镇。总面积205.131平方公里，总人口6454人，人口密度31.5人/平方公里。